# 9 Pułk Piechoty Legionów
9 pułk piechoty Legionów (9 pp Leg.) – oddział piechoty Polskiej Siły Zbrojnej i Wojska Polskiego II RP.

## Formowanie i walki
W dniu 7 listopada 1918 w Komorowie pod Ostrowią Mazowiecką został utworzony 3 pułk piechoty Wojska Polskiego (PSZ). Kadry dla tego oddziału wydzieliły 1 i 2 pp, szkoła podchorążych oraz szkoła oficerska.
W pierwszej połowie listopada pułk wziął udział w rozbrajaniu Niemców w okolicach Komorowa.
W związku z odtworzeniem pułków legionowych, 3 pułk piechoty, jako faktycznie młodszy, został 16 lutego 1919 przemianowany na 9 pp Legionów.
23 stycznia 1919 roku w Komorowie zakończono organizację III batalionu pod dowództwem pułkownika Bolesława Jatelnickiego. Cztery dni później baon w składzie 10. i 11. kompanii strzeleckich oraz 3. kompanii karabinów maszynowych wyjechał na front cieszyński. 30 stycznia w obronie wsi Simoradz baon stoczył walkę z pięciokrotnie silniejszymi oddziałami czeskimi. Za męstwo wykazane w tej walce dowódca batalionu został odznaczony złotym, a siedmiu żołnierzy srebrnymi Krzyżami za Obronę Śląska Cieszyńskiego, które później zamieniono im na Krzyże Walecznych. 26 lutego III baon wkroczył do Cieszyna, dwa dni później wyjechał do Małopolski Wschodniej, a 5 marca przybył do Sądowej Wiszni.
10 lutego 1919 roku w Komorowie na bazie 12. kompanii rozpoczęto organizację batalionu zapasowego pod dowództwem kapitana Andrzeja Mierzejewskiego. 4 marca baon został przeniesiony do Różana, a 4 maja do Zamościa, jako stałego garnizonu.
W maju 1919 roku pułk wszedł w skład 3 Dywizji Piechoty Legionów. 13 maja pułk liczył 41 oficerów i 1869 szeregowych.
W grudniu 1919 batalion zapasowy pułku stacjonował w Zamościu.

### Mapy walk pułku

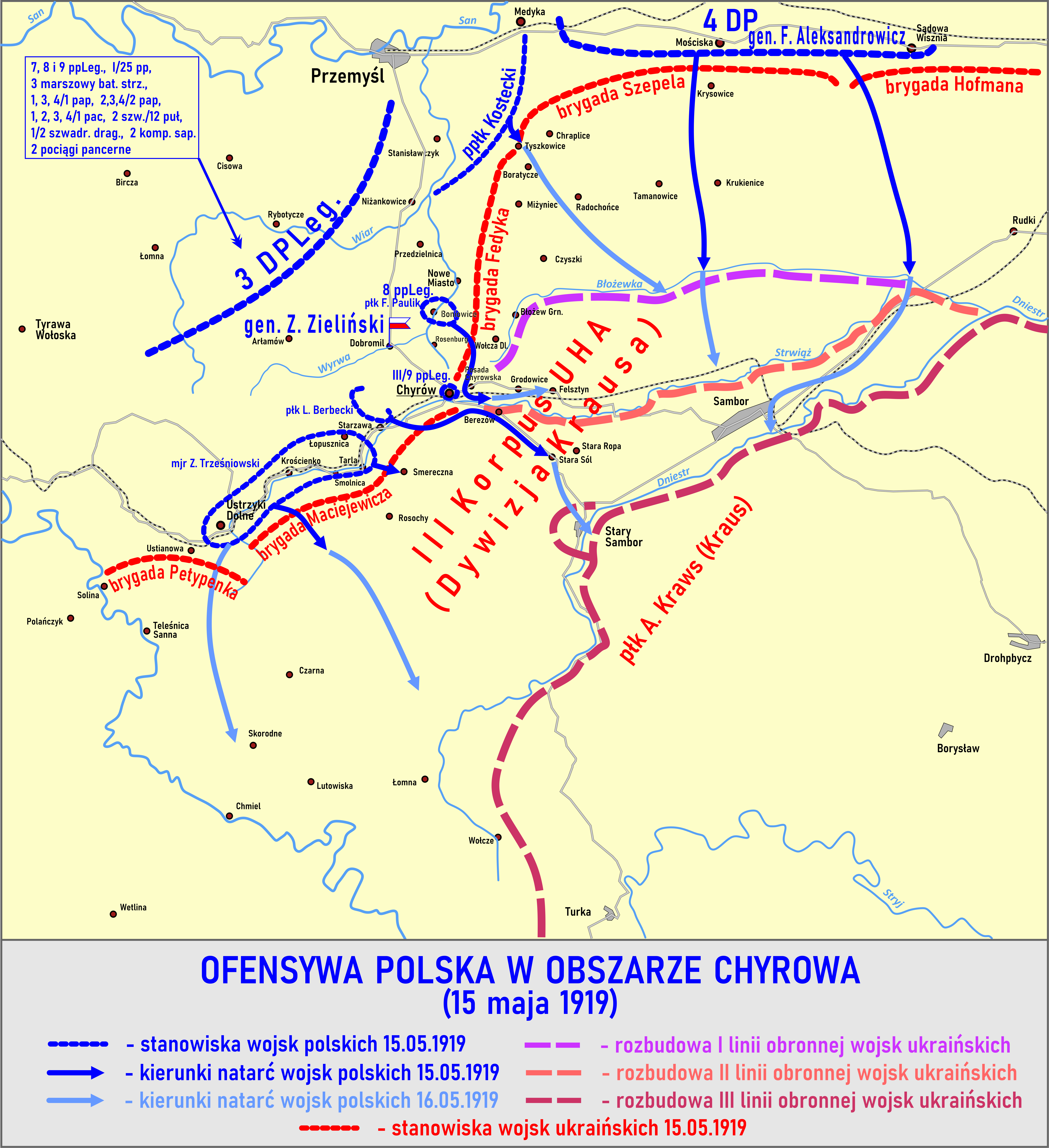
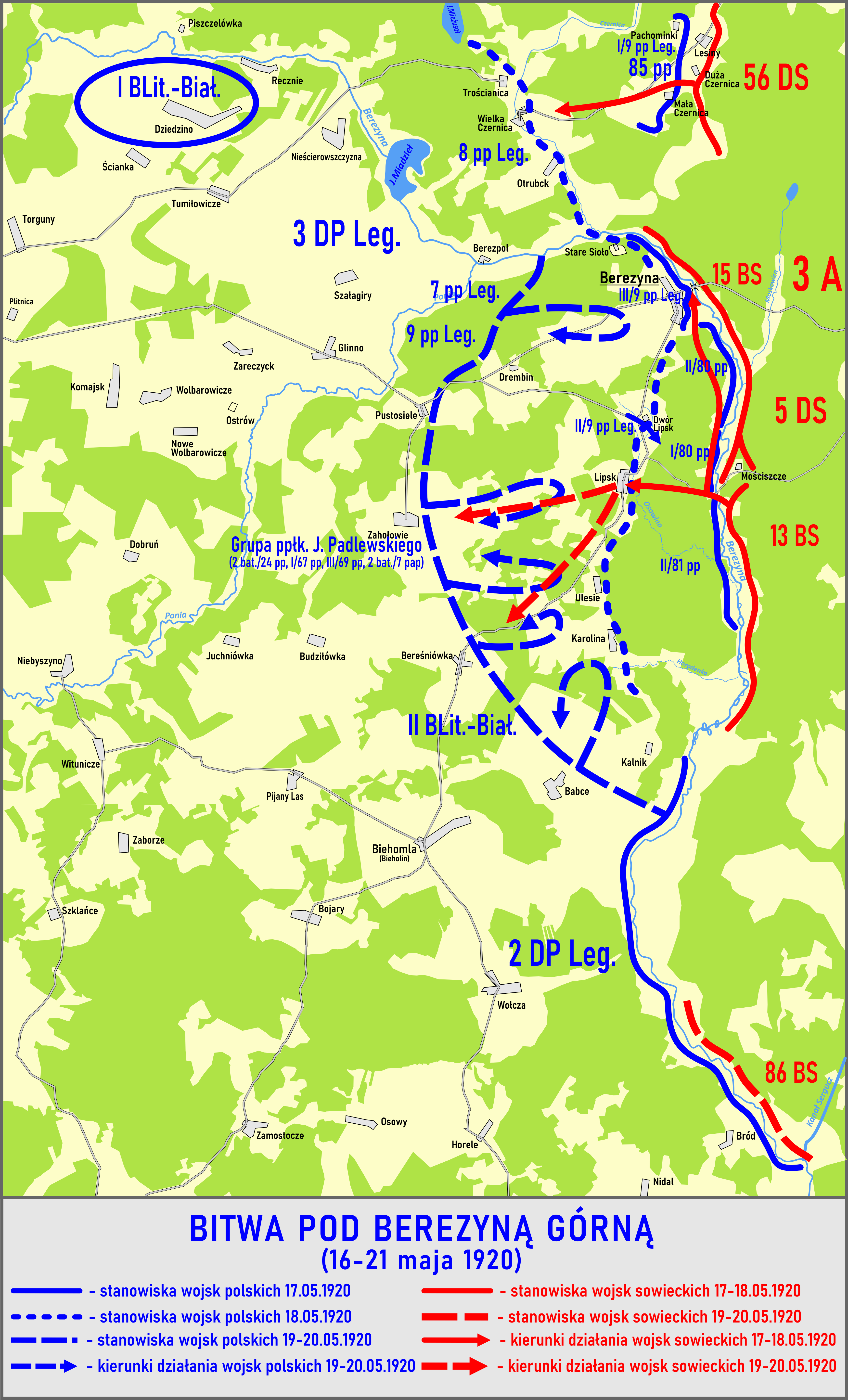
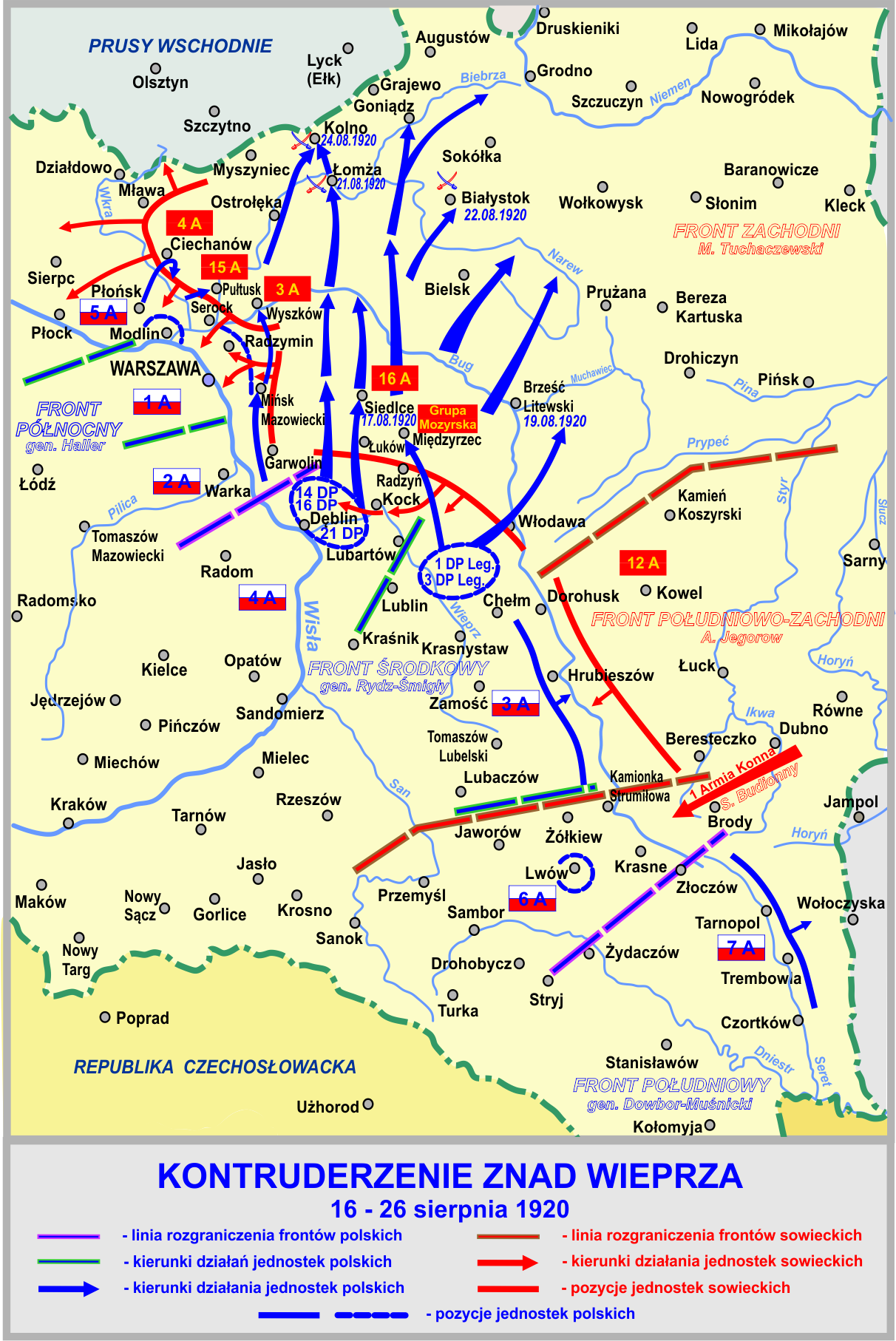
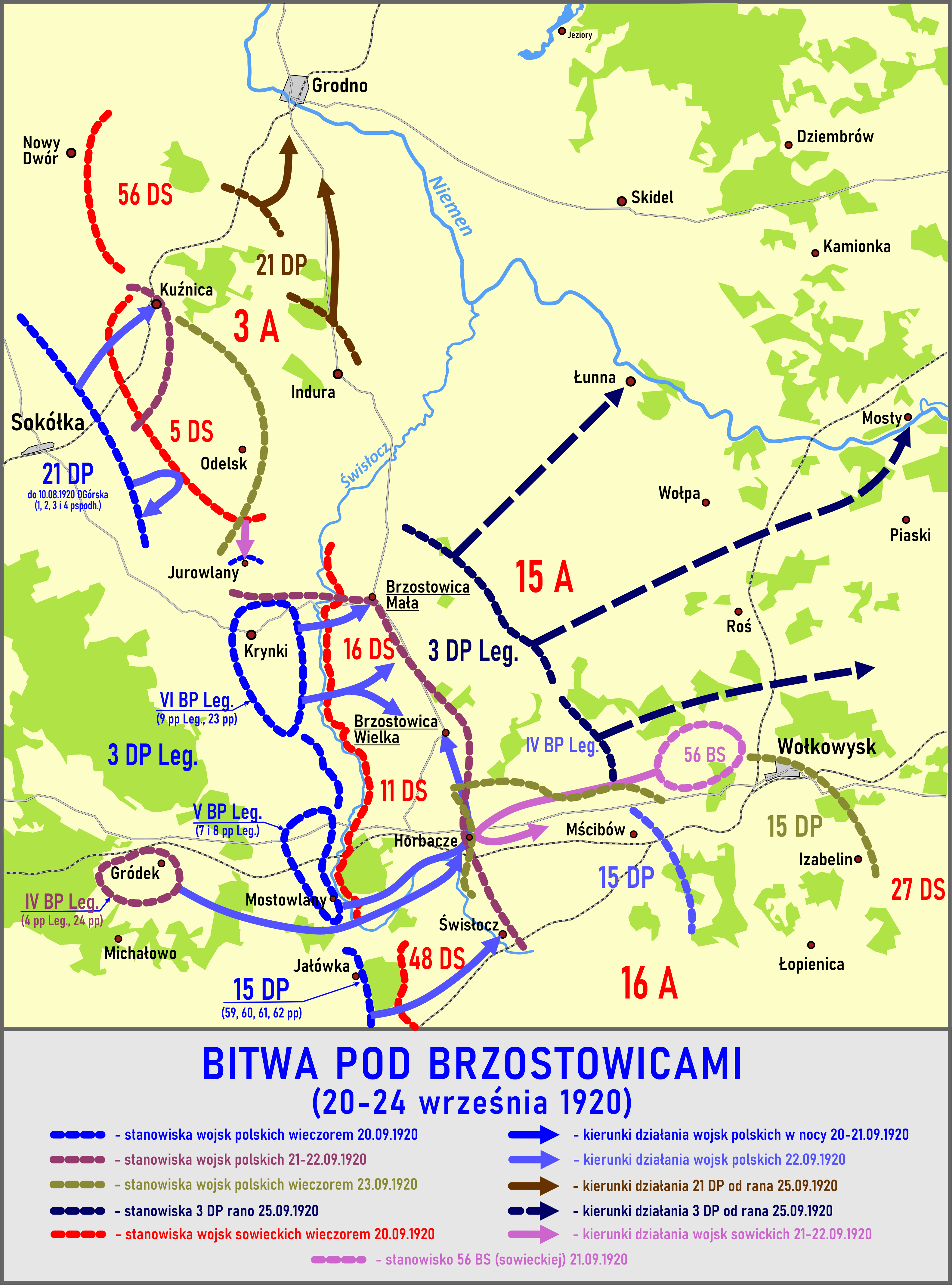
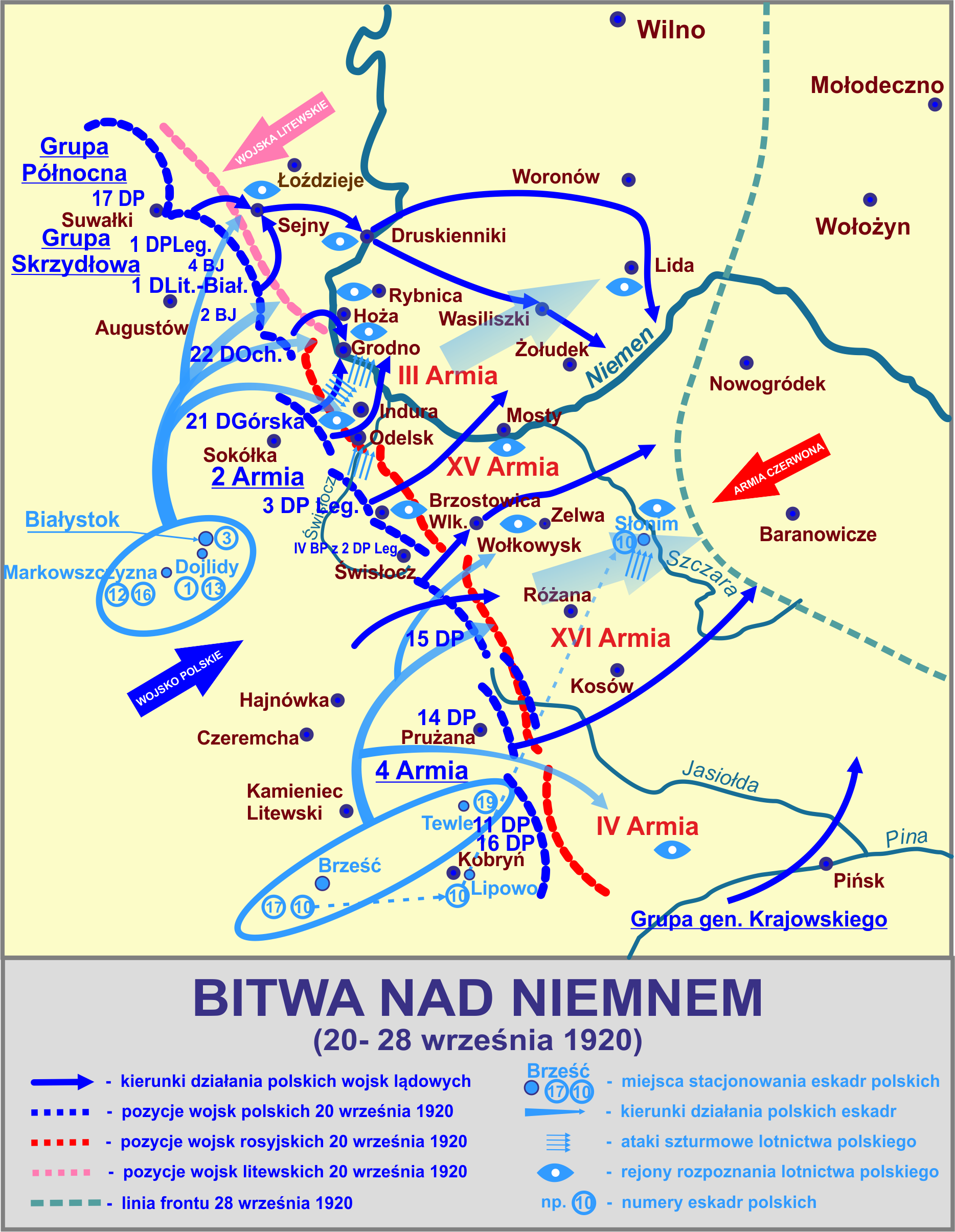
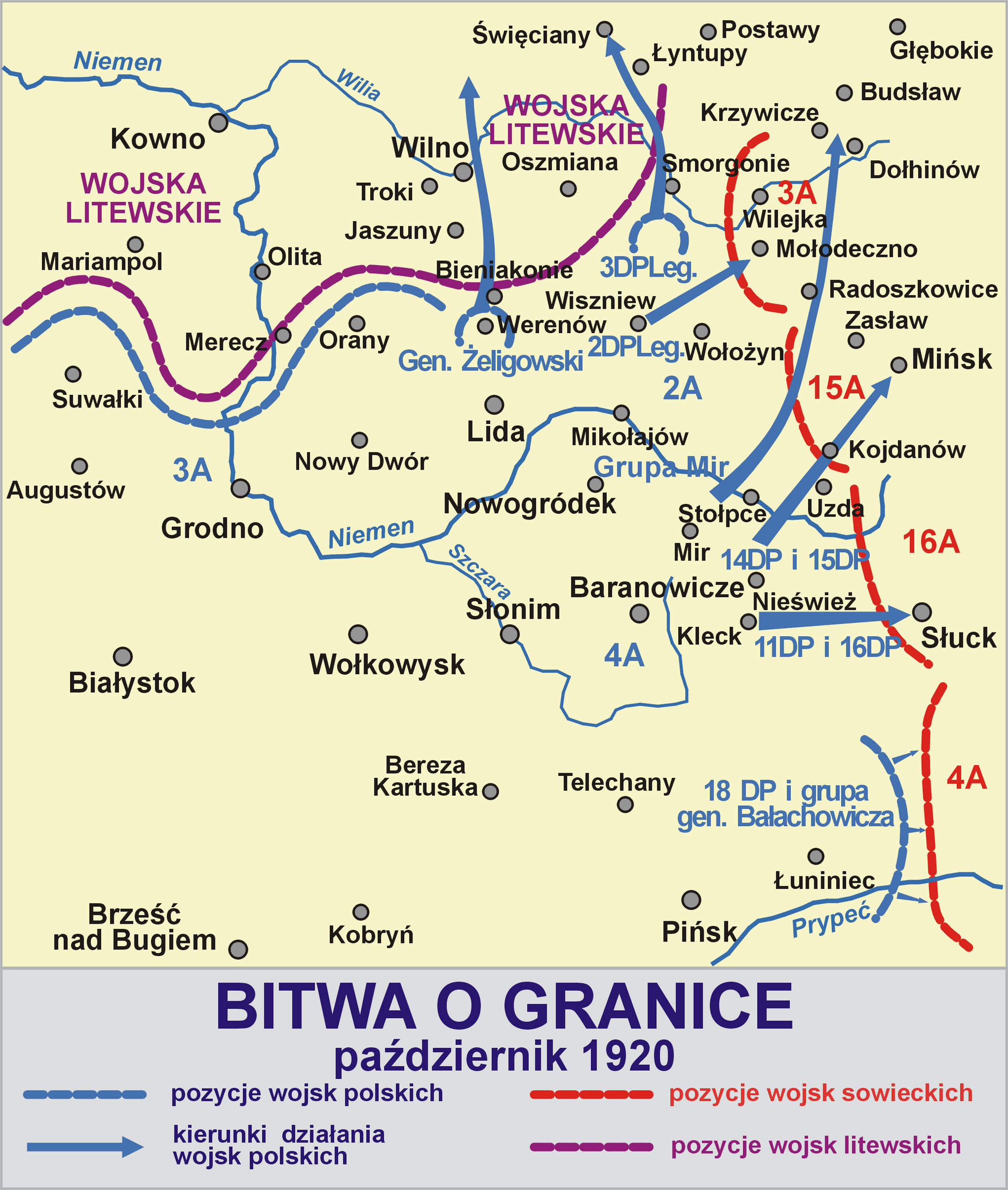

### Kawalerowie Virtuti Militari
| Żołnierze pułku odznaczeni Krzyżem Srebrnym Orderu Wojskowego Virtuti Militari za wojnę 1918–1920 | Żołnierze pułku odznaczeni Krzyżem Srebrnym Orderu Wojskowego Virtuti Militari za wojnę 1918–1920 | Żołnierze pułku odznaczeni Krzyżem Srebrnym Orderu Wojskowego Virtuti Militari za wojnę 1918–1920 |
| ------------------------------------------------------------------------------------------------- | ------------------------------------------------------------------------------------------------- | ------------------------------------------------------------------------------------------------- |
| ppor. Jan Zygmunt Berek                                                                           | mjr lek. dr Wincenty Jerzy Babecki                                                                | ppor. Władysław Broszczakowski                                                                    |
| ppor. Zygmunt Boglewski                                                                           | ś.p. kpt. Mieczysław Buła ps. „Nabielak”                                                          | st. sierż. Andrzej Bieńkowski                                                                     |
| st. szer. Jan Bartos                                                                              | por. Feliks Czernichowski (4892)                                                                  | chor. Józef Chmara                                                                                |
| sierż. Józef Falkowski                                                                            | st. sierż. Władysław Grela                                                                        | st. sierż. Czesław Gratys                                                                         |
| sierż. Józef Garbarczak                                                                           | st. sierż. Serafin Habina                                                                         | ppor. Albin Habina                                                                                |
| ppor. Czesław Józefwczyk                                                                          | st. sierż. Fryderyk Jeleń                                                                         | ppor. Franciszek Kasprzyk (4894)                                                                  |
| mjr Karol Kumuniecki                                                                              | ś.p. ppor. Marceli Krzystek                                                                       | st. sierż. Antoni Karp                                                                            |
| ś.p. Władysław Kowalczyk                                                                          | plut. Konstanty Kowalewski                                                                        | kpr. Andrzej Kisiołek                                                                             |
| kpr. Władysław Kozłowski                                                                          | ś.p. ppor. Władysław Lisiecki                                                                     | kpt. Antoni Miszewski                                                                             |
| ppor. Rafał Nowicki                                                                               | ppłk Bronisław Ostrowski                                                                          | ppor. Jerzy Pokorski (4893)                                                                       |
| ś.p. ppor. Władysław Polaczek                                                                     | kpt. Hieronim Rusiecki                                                                            | kpr. Wincenty Rosiak                                                                              |
| mjr Florian Smykal                                                                                | kpt. Bolesław Schwarzenberg-Czerny                                                                | mjr Franciszek Sudoł                                                                              |
| kpt. Tadeusz Stożek                                                                               | ppor. Julian Sosabowski                                                                           | por. Stefan Steblecki                                                                             |
| plut. Ignacy Trojanowski                                                                          | ś.p. sierż. Jan Umański                                                                           | st. sierż. Stanisław Warchoł                                                                      |
| płk Wacław Scaevola-Wieczorkiewicz                                                                | ś.p. por. Artur Wiśniewski                                                                        | st. sierż. Stanisław Woźniczka                                                                    |
| ś.p. st. sierż. Jan Zieliński                                                                     |                                                                                                   |                                                                                                   |

## 9 pp Leg. w Zamościu
W kwietniu 1922 pułk został przetransportowany z Litwy do wsi Szpanów na Wołyniu. 10 września wyjechał pierwszy transport pułku z Równego do Zamościa, jako stałego garnizonu. 15 września 1922 na Rynku Wielkim w Zamościu odbyła się ceremonia powitania pułku przez ludność miasta i powiatu zamojskiego. III batalion został detaszowany w Tomaszowie Lubelskim). Garnizon zamojski znajdował się na terenie Okręgu Korpusu Nr II.
19 maja 1927 Minister Spraw Wojskowych, marszałek Polski Józef Piłsudski zatwierdził dzień 29 lipca, jako datę święta pułkowego.
Na podstawie rozkazu wykonawczego Ministerstwa Spraw Wojskowych do Departamentu Piechoty o wprowadzeniu organizacji piechoty na stopie pokojowej PS 10-50 z 1930 roku, w Wojsku Polskim wprowadzono trzy typy pułków piechoty. 9 pułk piechoty zaliczony został do typu I pułków piechoty (tzw. „normalnych”). W każdym roku otrzymywał około 610 rekrutów. Stan osobowy pułku wynosił 56 oficerów oraz 1500 podoficerów i szeregowców. W okresie zimowym posiadał batalion starszego rocznika, batalion szkolny i skadrowany, w okresie letnim zaś batalion starszego rocznika i dwa bataliony poborowych.
W pułku, tytułem eksperymentu, utworzono kompanię podchorążych rezerwy piechoty. W jej skład wchodziły trzy plutony strzeleckie i pluton karabinów maszynowych. Kompania pod względem organizacyjnym i wyszkolenia podlegała dowódcy dywizji, a pod względem administracyjnym dowódcy pułku. Kompania została zlikwidowana z dniem 1 sierpnia 1931.
Pod dowództwem Stanisława Sosabowskiego 9 pułk piechoty zdobył nagrodę dywizyjną w strzelaniu oraz w okresie zimowym w jeździe na nartach.
29 lipca 1937 roku, w dniu swojego święta, 9 pułk piechoty Legionów otrzymał honorowe obywatelstwo miasta Zamościa.
| Obsada personalna i struktura organizacyjna w marcu 1939 | Obsada personalna i struktura organizacyjna w marcu 1939 |
| Stanowisko                                               | Stopień, imię i nazwisko                                 |
| Dowództwo, kwatermistrzostwo i pododdziały specjalne     | Dowództwo, kwatermistrzostwo i pododdziały specjalne     |
| -------------------------------------------------------- | -------------------------------------------------------- |
| dowódca pułku                                            | ppłk Zygmunt Alojzy Bierowski                            |
| I zastępca dowódcy pułku                                 | ppłk Czesław Karol Czajkowski                            |
| adiutant                                                 | kpt. Włodzimierz Ciłek                                   |
| starszy lekarz                                           | ppłk lek. Kazimierz Rytter                               |
| młodszy lekarz                                           | ppor. lek. Kazimierz Bieńkowski                          |
| oficer placu Zamość                                      | kpt. adm. (piech.) Karol Wojciechowski                   |
| II zastępca dowódcy pułku (kwatermistrz)                 | mjr Stanisław Michocki                                   |
| oficer mobilizacyjny                                     | kpt. adm. (piech.) Jan Hipolit Śliwiński                 |
| zastępca oficera mobilizacyjnego                         | chor. Julian Gieca                                       |
| oficer administracyjno-materiałowy                       | kpt. adm. (piech.) Michał Kłosowski                      |
| oficer gospodarczy                                       | kpt. int. Aleksander Mieczkowski                         |
| oficer żywnościowy                                       | ppor. Adam Olankowicz                                    |
| oficer taborowy                                          | kpt. tab. Mikołaj Akatow                                 |
| kapelmistrz                                              | por. adm. (kapelm.) Ryszard Kardaszyński                 |
| dowódca plutonu łączności                                | por. Józef Maślanka                                      |
| dowódca plutonu pionierów                                | por. Adam Kamiński                                       |
| dowódca plutonu artylerii piechoty                       | kpt. art. Feliks Adamkiewicz                             |
| dowódca plutonu przeciwpancernego                        | por. Władysław Możdżeń                                   |
| dowódca oddziału zwiadu                                  | por. Bronisław Kliś                                      |
| I batalion                                               |                                                          |
| dowódca                                                  | mjr Stanisław Józef Gierka                               |
| dowódca 1 kompanii                                       | por. Władysław Ostrowski                                 |
| dowódca plutonu                                          | ppor. Mikołaj Kozłowski                                  |
| dowódca plutonu                                          | ppor. Bronisław Nowak                                    |
| dowódca 2 kompanii                                       | kpt. Wilhelm Wincenty Malec                              |
| dowódca plutonu                                          | ppor. Edmund Sadowski                                    |
| dowódca 3 kompanii                                       | kpt. Władysław Bolesław Wenclaw                          |
| dowódca plutonu                                          | ppor. Jan Tadeusz Jajus                                  |
| dowódca plutonu                                          | ppor. Bolesław Jan Wąsacz                                |
| dowódca 1 kompanii km                                    | kpt. Jan Józef Krzeszkiewicz                             |
| dowódca plutonu                                          | ppor. Jan Stanisław Ruman                                |
| dowódca plutonu                                          | por. Marian Sitek                                        |
| II batalion                                              |                                                          |
| dowódca                                                  | mjr Edward Wiktor Fiett                                  |
| dowódca 4 kompanii                                       | por. Stanisław Antoni Mrozek                             |
| dowódca plutonu                                          | ppor. Bronisław Downar                                   |
| dowódca 5 kompanii                                       | por. Dezydery Juliusz Dresler                            |
| dowódca plutonu                                          | ppor. Józef Kurdziel                                     |
| dowódca 6 kompanii                                       | kpt. Bronisław Pardo                                     |
| dowódca plutonu                                          | por. Władysław Dorsz                                     |
| dowódca plutonu                                          | por. Władysław Witold Pawica                             |
| dowódca 2 kompanii km                                    | por. Bolesław Holicz                                     |
| dowódca plutonu                                          | por. Mieczysław Bobołowicz                               |
| dowódca plutonu                                          | por. Zbigniew Roman Szarama                              |
| dowódca plutonu                                          | chor. Jan Słaba                                          |
| III batalion                                             |                                                          |
| dowódca                                                  | mjr dypl. Roman Jan Paweł Różycki                        |
| dowódca 7 kompanii                                       | kpt. Leon Pacek                                          |
| dowódca plutonu                                          | por. Oskar Andruszkiewicz                                |
| dowódca 8 kompanii                                       | por. Władysław Wróbel                                    |
| dowódca plutonu                                          | ppor. Wacław Summa                                       |
| dowódca 9 kompanii                                       | kpt. Stefan Jan Dziewicki                                |
| dowódca plutonu                                          | ppor. Paweł Józef Leon Morgalla                          |
| dowódca 3 kompanii km                                    | por. Bronisław Stanisław Czech                           |
| dowódca plutonu                                          | por. Eustachiusz Waszków                                 |
| na kursie                                                | kpt. Franciszek Gawrych                                  |
| na kursie                                                | ppor. Jan Ireneusz Przygoda                              |
| Dywizyjny Kurs Podchorążych Rezerwy 3 DP                 |                                                          |
| dowódca                                                  | mjr Wacław Korsak                                        |
| dowódca plutonu strzeleckiego                            | por. Jerzy Lucjan Czaporowski                            |
| dowódca plutonu strzeleckiego                            | por. Tadeusz Władysław Pytlakowski                       |
| dowódca plutonu strzeleckiego                            | por. Mieczysław Kazimierz Wajdowicz                      |
| dowódca plutonu km                                       | por. Antoni Skorek                                       |
| 9 obwód przysposobienia wojskowego „Zamość”              |                                                          |
| kmdt obwodowy PW                                         | mjr adm. (piech.) Leon Ast                               |
| kmdt powiatowy PW Zamość                                 | ppor. kontr. piech. Julian Malenga                       |
| kmdt powiatowy PW Tomaszów Lubelski                      | kpt. piech. Wacław Cmakowski                             |
| kmdt powiatowy PW Biłgoraj                               | kpt. piech. Józef Kamil Gebhardt                         |

## 9 pp Leg. w kampanii wrześniowej
W kampanii wrześniowej 1939 pułk (bez I batalionu) walczył w składzie 39 Dywizji Piechoty (Rezerwowej). Skład jednostki uzupełniony został III batalionem 8 pułku piechoty Legionów, mjr. Wacława Smolińskiego i batalionem marszowym tego pułku pod dowództwem por. rez. Tadeusza Andrzeja Moszyńskiego.
I batalion 9 pp Leg. walczył w składzie 12 Dywizji Piechoty.
| Struktura organizacyjna i obsada personalna we wrześniu 1939 | Struktura organizacyjna i obsada personalna we wrześniu 1939 |
| Stanowisko                                                   | Stopień, imię i nazwisko                                     |
| Dowództwo                                                    | Dowództwo                                                    |
| ------------------------------------------------------------ | ------------------------------------------------------------ |
| dowódca                                                      | ppłk Zygmunt Alojzy Bierowski                                |
| I adiutant                                                   | kpt. Stefan Jan Dziewicki                                    |
| II adiutant                                                  | kpt. Włodzimierz Ciłek                                       |
| oficer informacyjny                                          | por. Władysław Możdżeń                                       |
| oficer łączności                                             | por. Józef Maślanka                                          |
| kwatermistrz                                                 | kpt. Franciszek Gawrych                                      |
| oficer – płatnik                                             | kpt. Aleksander Mieczkowski                                  |
| naczelny lekarz                                              | ppor. lek. dr Kazimierz Bieńkowski                           |
| I batalion                                                   |                                                              |
| dowódca                                                      | mjr Wacław Korsak († 27 IX 1944 Oflag VI B Doessel)          |
| dowódca 1 kompanii strzeleckiej                              | Wilhelm Malec († 8 IX 1939)                                  |
| dowódca 2 kompanii strzeleckiej                              | por. rez. Mieczysław Adam Wąsowicz                           |
| dowódca 3 kompanii strzeleckiej                              | ppor. rez. Zenon Józef Jachymek                              |
| dowódca 1 kompanii ckm                                       | ppor. rez. Marian Ładak                                      |
| II batalion                                                  |                                                              |
| dowódca                                                      | mjr Stefan Kiełczewski († 22 IX 1939)                        |
| dowódca 4 kompanii strzeleckiej                              | kpt. Józef Kamil Gebhardt († 21 IX 1939)                     |
| dowódca 5 kompanii strzeleckiej                              | por. Władysław Witold Pawica († 25 IX 1939)                  |
| dowódca 6 kompanii strzeleckiej                              | ppor. rez. Seweryn Denkiewicz                                |
| dowódca 2 kompanii ckm                                       |                                                              |
| III batalion                                                 |                                                              |
| dowódca                                                      | mjr Edward Fiett                                             |
| dowódca 7 kompanii strzeleckiej                              |                                                              |
| dowódca 8 kompanii strzeleckiej                              |                                                              |
| dowódca 9 kompanii strzeleckiej                              | ppor. rez. Seweryn Ozukiewicz                                |
| dowódca 3 kompanii ckm                                       |                                                              |
| Pododdziały specjalne                                        |                                                              |
| kompania przeciwpancerna                                     | kpt. Jan Krzeszkiewicz (ranny 22 IX 1939)                    |
| kompania zwiadu                                              | por. Bronisław Kliś (ranny 24 IX 1939)                       |
| pluton artylerii piechoty                                    | kpt. Feliks Adamkiewicz                                      |
| pluton pionierów                                             | por. Jerzy Lucjan Czaporowski                                |
| pluton przeciwgazowy                                         | por. Mieczysław Bobołowicz                                   |

## Symbole pułku
Sztandar
17 października 1922 w Zamościu Naczelnik Państwa i Naczelny Wódz, Józef Piłsudski wręczył pułkowi sztandar ufundowany przez miasto i powiat zamojski.
Odznaka pamiątkowa
19 września 1928 kierownik Ministerstwa Spraw Wojskowych, gen. dyw. Daniel Konarzewski zatwierdził wzór i regulamin odznaki pamiątkowej 9 pp Leg..
Odznaka o wymiarach 40 × 40 mm ma kształt Krzyża Walecznych umieszczonego na promienistym niebieskim tle. Ramiona krzyża pokryte białą emalią, połączone wieńcem laurowym. Na jego ramionach wpisano numer, inicjały i rok powstania pułku 9 P.P.LEG. 1918. W centrum krzyża nałożony jest orzeł wojskowy, na którego tarczy amazonek wpisano literę L. Trzyczęściowa – oficerska, wykonana w tombaku srebrzonym, emaliowana, łączona czterema nitami. Wykonanie: Wincenty Wabia-Wabiński – Warszawa.

## Żołnierze pułku
Dowódcy pułku
- ppłk Karol Jan Krystyn Block (7 XI 1918 – 10 VII 1919)
- mjr Mieczysław Smorawiński (11 VII – 14 VIII 1919)
- mjr Eugeniusz Godziejewski (15 VIII – 2 IX 1919)
- mjr / płk Wacław Wieczorkiewicz (3 IX 1919 – 15 II 1920)
- kpt. Franciszek Sudoł (16 II - 19 IV 1920)
- mjr / płk Wacław Wieczorkiewicz (20 IV – 25 VII 1920)
- kpt. Bolesław Schwarzenberg-Czerny (26 VII – 28 VIII 1920)
- mjr / płk Wacław Wieczorkiewicz (29–31 VIII 1920)
- ppłk / płk piech. Bronisław Ostrowski (1 IX 1920 – V 1926 → dowódca 5 Brygady Ochrony Pogranicza)
- ppłk SG Władysław Kwiatkowski (14 X 1926 – 28 I 1928 → praktyka poborowa w PKU Biała Podlaska)
- ppłk / płk piech. Stanisław Machowicz (28 I 1928 – 31 VIII 1935 → komendant Miasta Warszawy)
- ppłk piech. Władysław Kasza (5 XI 1935 – 12 I 1937)
- ppłk dypl. Stanisław Sosabowski (12 I 1937 – III 1939 → dowódca 21 pp)
- ppłk piech. Zygmunt Bierowski (10 III – 27 IX 1939)

Zastępcy dowódcy pułku
- ppłk piech. Leon Jan Seweryn Schneider (22 VII 1922 – †9 III 1923 Cieszyn[23])
- mjr piech. Adam Lipiński (p.o. 2 VI 1923[24] – X 1926)
- mjr / ppłk piech. Bolesław Schwarzenberg-Czerny (X 1926 – III 1927)
- ppłk piech. Wacław Kaj (V[25] – IX 1927 → p.o. komendanta PKU Suwałki[26])
- mjr piech. Jan I Góra (31 X 1927[27] – 5 XI 1928 → praktyka poborowa w PKU Zamość[28])
- mjr / ppłk piech. Jan Świątecki (od 5 XI 1928[28][29])
- ppłk piech. Wacław Wilniewczyc (I 1931[30] – 27 VIII 1932[31])
- ppłk piech. Kazimierz Wyderko (28 VIII 1932[32] – 1937 → dowódca 41 pp)
- ppłk piech. Czesław Karol Czajkowski (XI 1937 – IX 1939 → dowódca OZ 3 DP Leg.)

### Żołnierze 9 pułku piechoty Legionów – ofiary zbrodni katyńskiej
Biogramy ofiar zbrodni katyńskiej znajdują się między innymi w bazach udostępnionych przez Ministerstwo Kultury i Dziedzictwa Narodowego oraz Muzeum Katyńskie.
| Nazwisko i imię           | Stopień              | Zawód             | Miejsce pracy przed mobilizacją        | Zamordowany |
| ------------------------- | -------------------- | ----------------- | -------------------------------------- | ----------- |
| Godziszewski Władysław    | por. rez.            | nauczyciel        | gimnazjum i liceum w Lublinie          | Katyń       |
| Curyłło Tadeusz           | ppor. rez.           | handlowiec        | Urząd Gminy w Łabuniach                | Katyń       |
| Dąbrowski Czesław         | ppor. rez.           | nauczyciel        |                                        | Katyń       |
| Gierka Stanisław Józef    | major                | żołnierz zawodowy | dowódca I/9 pp                         | Katyń       |
| Kamiński Antoni (Adam?)   | podporucznik         |                   | dowódca plutonu pionierów              | Katyń       |
| Krysa Zygmunt             | ppor. rez.           | nauczyciel        | Szkoła Powszechna w Kotlicach          | Katyń       |
| Kutnik Władysław          | ppor. rez.           |                   | pracował w Zamościu                    | Katyń       |
| Kuźmiński Arkadiusz       | porucznik            |                   | ?                                      | Katyń       |
| Łoza Michał               | ppor. rez.           | nauczyciel        | Gimnazjum oo. Jezuitów w Gdyni         | Katyń       |
| Makarewicz Piotr          | por. rez.            |                   | burmistrz Hrubieszowa                  | Katyń       |
| Ratajski Witold           | ppor. rez.           |                   |                                        | Katyń       |
| Stąporek Jerzy            | ppor. rez.           | inżynier          |                                        | Katyń       |
| Summa Wacław              | porucznik            | żołnierz zawodowy | dowódca plutonu 8/9 pp                 | Katyń       |
| Swizdor Mieczysław        | ppor. rez.           |                   | pracował w Hrubieszowie                | Katyń       |
| Szafrański Jan            | ppor. rez.           | handlowiec        | „Społem” w Brześciu                    | Katyń       |
| Wojciechowski Karol       | kapitan              | żołnierz zawodowy | oficer placu „Zamość”                  | Katyń       |
| Chmielewski Mieczysław    | podporucznik rezerwy | ekonomista        | Kwatera Główna ZHP (e)                 | Charków     |
| Dzierżek Mieczysław       | podporucznik rezerwy | nauczyciel        |                                        | Charków     |
| Jedlicki Zygmunt          | podporucznik rezerwy | inżynier          |                                        | Charków     |
| Krzeszkiewicz Jan Józef   | kapitan              | żołnierz zawodowy | (III 39) dca 1 kkm; (IX 39) dca kkpanc | Charków     |
| Milczarek Tadeusz         | podporucznik rezerwy | technik budowlany |                                        | Charków     |
| Misiewicz Mieczysław      | podporucznik rezerwy | prawnik           | Państwowy Monopol Spirytusowy          | Charków     |
| Pałczon Karol             | porucznik rezerwy    |                   |                                        | Charków     |
| Robak-Robaczyński Ryszard | podporucznik rezerwy | urzędnik          | bank w Warszawie                       | Charków     |
| Szaniawski Julian         | podporucznik rezerwy |                   |                                        | Charków     |
| Wolańczyk Edmund          | kapitan rezerwy      | nauczyciel        | Szkoła Techniczna we Lwowie            | Charków     |
| Kalinowski Józef          | podporucznik rezerwy | księgowy          | Firma „Nobel” w Warszawie              | Kalinin     |

## Pamięć o pułku
22 lutego 2011 roku dziedzictwo tradycji 9 pp Leg. przejął i z honorem kultywuje 3 Zamojski batalion zmechanizowany w Zamościu.

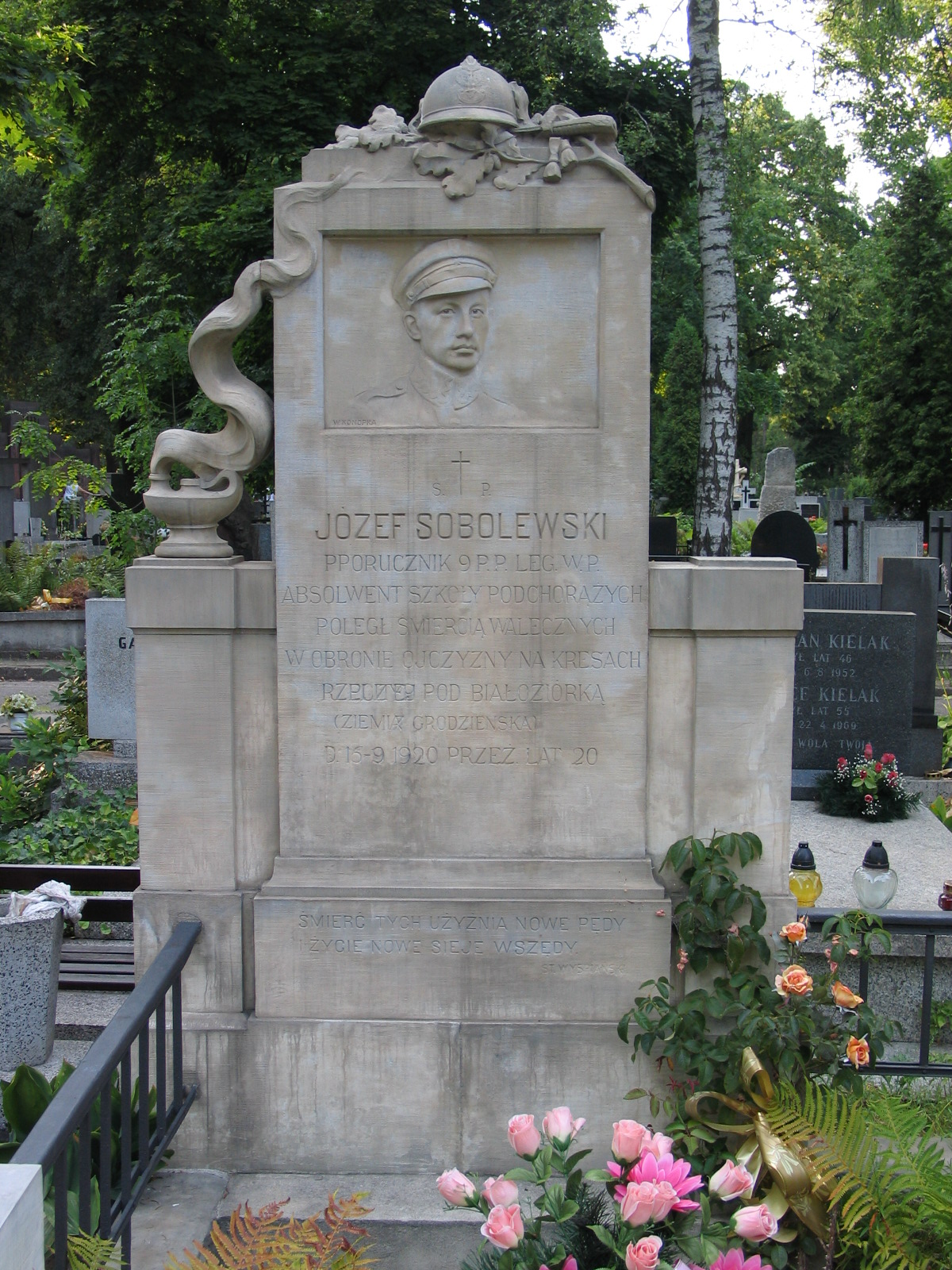
Grób ppor. Józefa Sobolewskiego poległego 15 września 1920 pod Ozieranami[43] (Białoziórką[44])